# تفاعل بوفو-بلانك
تفاعل بوفو-بلانك هو تفاعل كيميائي يجرى فيه اختزال إستر إلى كحول أولي باستخدام الإيثانول المطلق (الخالي من الماء تماماً) وفلز الصوديوم.
سمي التفاعل على اسم الكيميائيين الفرنسيين "لويس بوفو" Louis Bouveault و"غوستاف لويس بلانك" Gustave Louis Blanc، وهو يمتاز بسهولته وانخفاض تكلفة المواد الأولية اللازمة له، ويعد بديلا لاختزال الإسترات بمركب هيدريد ألومنيوم الليثيوم.

## آلية التفاعل
يعد فلز الصوديوم مختزلا أحادي الإلكترون، بمعنى أن فلز الصوديوم سيساهم في نقل الإلكترون لمرة واحدة، بالتالي فإننا بحاجة إلى أربع ذرات صوديوم لإتمام اختزال الكحول إلى الإستر. يجري التفاعل وفق الآلية التالية: